# Чон Бён Гван
Чон Бён Гван (кор. 전병관?, 全炳寬?, р.4 ноября 1969) — южнокорейский тяжелоатлет, чемпион мира, Олимпийских и Азиатских игр.

## Биография
Родился в 1969 году в Чинане. В 1988 году стал серебряным призёром Олимпийских игр в Сеуле. В 1990 году стал чемпионом Азиатских игр и завоевал бронзовую медаль чемпионата мира. В 1991 году стал чемпионом мира. В 1992 году завоевал золотую медаль Олимпийских игр в Барселоне. В 1994 году вновь стал чемпионом Азиатских игр. В 1996 году принял участие в Олимпийских играх в Атланте, но неудачно.